# Peter Gruber (Mathematiker)

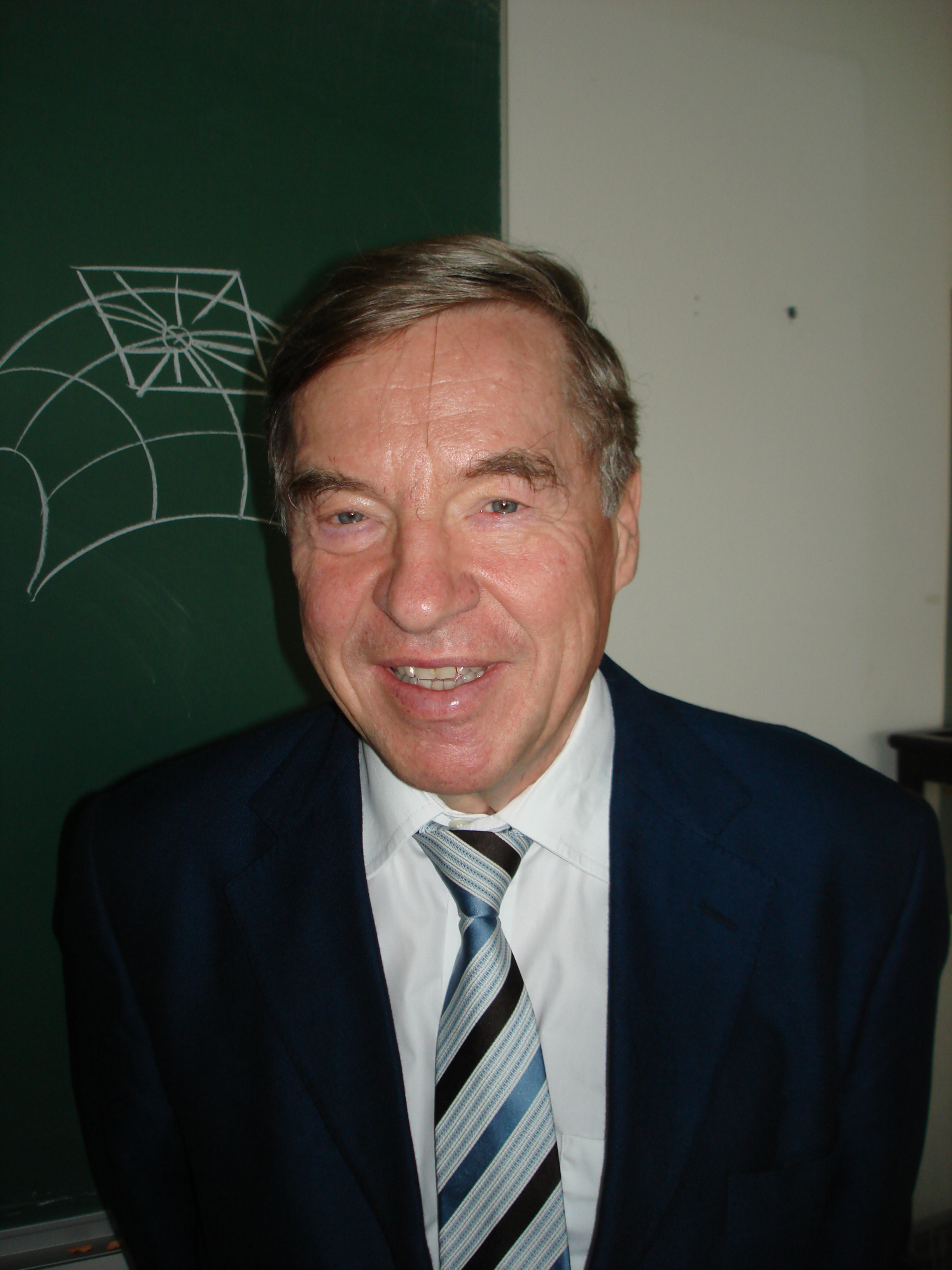
Peter Gruber (2009)

Peter Manfred Gruber (* 28. August 1941 in Klagenfurt; † 7. März 2017) war ein österreichischer Mathematiker, der sich mit der Geometrie der Zahlen und diskreter und konvexer Geometrie beschäftigte.

## Leben
Gruber wuchs in Klagenfurt auf und studierte ab 1959 Mathematik und Physik an der Universität Wien und an der Universität von Kansas. 1966 wurde er in Wien bei Nikolaus Hofreiter und Edmund Hlawka promoviert (Untersuchungen über das Produkt inhomogener Linearformen). Danach war er Assistent und ab 1970 Dozent an der TU Wien. Ab 1971 war er Professor an der Johannes Kepler Universität Linz und ab 1976 an der TU Wien, wo er mehrfach Vorsitzender der Fachgruppe war.
Gruber beschäftigte sich in Fortsetzung einer in Wien durch Furtwängler, Hofreiter, Hlawka etablierten zahlentheoretischen Schule mit der Geometrie der Zahlen und war auch eine international bekannte Autorität für diskrete und konvexe Geometrie, z. B. bei Approximationsfragen, Baire-Kategorie Problemen und Gitterpackungen.
Peter Gruber war Mitglied der AkV Aggstein im ÖKV.
Er war Herausgeber der Selecta von Edmund Hlawka und Mitherausgeber der Werke von Johann Radon.
Zu seinen Doktoranden gehören die Professoren Günter Lettl, Christian Buchta, Chuanming Zong und Monika Ludwig.

## Auszeichnungen
1967 erhielt er den Förderungspreis der Österreichischen Mathematischen Gesellschaft. 1978, 1980 und 1982 war er Vorsitzender der Österreichischen Mathematischen Gesellschaft. Ab 1988 war er korrespondierendes und ab 1991 volles Mitglied der Österreichischen Akademie der Wissenschaften. Er war auch Mitglied der Akademien der Wissenschaften in Messina und Modena, korrespondierendes Mitglied der Bayerischen Akademie der Wissenschaften und seit 2003 auswärtiges Mitglied der Russischen Akademie der Wissenschaften. Er war Ehrendoktor der Universitäten von Siegen, Turin und Salzburg. 2001 erhielt er das Österreichische Ehrenkreuz für Wissenschaft und Kunst I. Klasse. 1996 erhielt er die Medaille der Union tschechischer Mathematiker und Physiker und 2001 die Medaille der mathematisch-physikalischen Fakultät der Karls-Universität Prag.
Die Republik Österreich ehrte ihn 2008 mit dem Großen Silbernen Ehrenzeichen für Verdienste um die Republik Österreich. 2010 erhielt er die Ehrendoktorwürde der Universität Salzburg.
2011 wurde ihm von der TU Wien die Johann Joseph Ritter von Prechtl-Medaille verliehen. 2013 wurde er Fellow der American Mathematical Society.

## Schriften
- mit C. G. Lekkerkerker Geometry of Numbers. North Holland 1987 (Russische Übersetzung, Nauka, Moskau 2008)
- mit Paul Erdős, J. Hammer Lattice Points. Longman Scientific and Technical, Harwood, Essex, 1989
- Convex and Discrete Geometry. Springer, Grundlehren der mathematischen Wissenschaften, 2007
- Herausgeber mit Jörg Wills Handbook of Convex Geometry, 2 Bände. North Holland 1993
- Herausgeber mit J. Wills Convexity and its applications. Birkhäuser 1983
- Zur Geschichte der Konvexgeometrie und der Geometrie der Zahlen. In Hirzebruch u. a.: Ein Jahrhundert Mathematik – 1890–1990. Vieweg 1990 (Festschrift zum 100-jährigen Bestehen des DMV)